# Pagurapseudes abrucei
Pagurapseudes abrucei är en kräftdjursart som beskrevs av Mihai Bacescu 1981. Pagurapseudes abrucei ingår i släktet Pagurapseudes och familjen Pagurapseudidae. Inga underarter finns listade i Catalogue of Life.